# احتجاز الغائط نفسي المنشأ
احتجاز الغائط نفسي المنشأ هي حالة تصف العجز عن التغوط من غير مستوى معين من الخصوصية. ويختلف مستوى الخصوصية من مصاب لآخر. وقد أُطلق على الحالة أيضاً مصطلح الأمعاء الخجولة. وهي حالة غير مُعترف بها طبياً.

## التاريخ
يمكن وصف الحالة على أنها "عدم القدرة على التغوط حين يكون الشخص بين الناس أو تحت مرآهم (على سبيل المثال: في نفس الحمام العام، أو المنزل، أو المبنى). وهذه الحالة تؤثر على نمط حياة المصاب بحيث تقيده على التغوط في أماكن آمنة معينة فقط. ويختلف مستوى التقيد اعتماداً على حالة تشدد المصاب، ولكن في الحالات الشديدة يمكن لهذه الحالة أن تجعل المصابين بها على التخلي عن وظائفهم، وتجنب أيام العطلة، وعموماً تقوم بتقييد معظم الجوانب في حياتهم.